# Ectemnonotops marginalis
Ectemnonotops marginalis är en insektsart som beskrevs av Schmidt 1910. Ectemnonotops marginalis ingår i släktet Ectemnonotops och familjen spottstritar. Inga underarter finns listade i Catalogue of Life.